# Ныры
Ныры (укр. Нири) — село в Турийской поселковой общине Ковельского района Волынской области Украины.
До 2020 года входило в Турийский район.
Код КОАТУУ — 0725582202. Население по переписи 2001 года составляет 124 человека. Почтовый индекс — 44852. Телефонный код — 3363. Занимает площадь 0,831 км².